# Sarah Bush Johnston Lincoln
Sarah Bush Lincoln (13 de dezembro de 1788 – 12 de abril de 1869) foi a segunda esposa de Thomas Lincoln e madrasta do Presidente dos Estados Unidos Abraham Lincoln.

## Família e infância
Sarah Bush nasceu em Elizabethtown, em Kentucky a terceira filha de Hannah Davis (1745–1835) e Christopher Bush (1735–1813), um capitão de patrulha de escravos. Seus pais se mudaram com seus nove filhos para Elizabethtown, Kentucky, quando Sarah tinha dois anos de idade. Quando criança Sarah se orgulhava de sua aparência e acompanhava a última moda. Tinha olhos azuis e tinha a pele clara. Sarah foi descrita como orgulhosa, enérgica, trabalhadora, pura e possuindo bom senso.   
Seu irmão, Isaac Bush (1779–1827), vendeu a Fazenda Sinking Stream para Thomas Lincoln.

## Casamentos

### Primeiro Casamento
Sarah Bush casou-se com Daniel Johnston (1782–1816) em 13 de março de 1806. Eles tiveram três filhos: John, Elizabeth e Matilda.
Os Johnstons lutaram financeiramente ao longo de seu casamento, tendo pouca ou nenhuma propriedade tributável, e dívidas que os irmãos de Daniel resolveria às vezes. Em 1814, Daniel obteve a posição de carcereiro do condado, que incluía aposentos para a família dentro da prisão. Sarah se tornou a cozinheira e limpadora da prisão. Além disso, o casal realizou serviços de limpeza para o tribunal. Em 1816, Daniel morreu de cólera durante uma epidemia. Posteriormente, Sarah comprou uma cabine que tinha sido possuída previamente por Samuel Haycraft, forneceu-a com mobília luxuosa e emitiu uma de suas filhas a uma escola confidencial.

### Segundo Casamento
Sarah conheceu Thomas Lincoln (1778–1851) em Elizabethtown, Kentucky. Depois de Nancy morreu em 1818, Thomas voltou para Elizabethtown, como ele tinha ouvido falar que Sarah era uma viúva. Sarah decidiu se casar e Lincoln pagou suas dívidas pendentes.  Sarah e Thomas se casaram em 2 de dezembro de 1819 em uma antiga casa de troncos na Main Street, em Elizabethtown. Ele trouxe ela e seus três filhos, para sua fazenda em Indiana, onde se tornou madrasta para seus dois filhos. Sarah transformou a casa com o acréscimo de móveis que pareciam luxuosos para os Lincolns, limparam a casa e as crianças e insistiram na colocação de um piso de madeira na cabana e um loft para os meninos (John Johnston, Abraham Lincoln e Dennis Hanks). 

Sarah tratou e Abraham do mesmo que tratava seus próprios filhos, ganhando o amor duradouro de Abraham. Ele sempre se dirigiu a ela como "Mamãe." Ela incentivou gosto para a leitura e aprendizagem, incluindo o acesso a livros que ela trouxe de Kentucky, incluindo a Bíblia, Fábulas de Esopo, O Peregrino e Lições de Expressão.
A filha de Sarah, Elizabeth, casou-se com Dennis Hanks em 1821 e o casal morou em sua própria casa, cerca de meia milha da casa de Sarah e Thomas. Em 1823, Sarah, Thomas e sua filha, juntaram-se à Igreja Batista de Little Pigeon Creek nas proximidades. Embora Abraham fosse à igreja, ele iria à igreja e ouvir sermões. Em 1826, a irmã de Abraham, Sarah, casou-se com Aaron Grisby e viveu perto da casa de Lincoln. Ela morreu dentro de um ano e meio durante o parto. Seu túmulo está localizado no Parque Estadual Lincoln. Matilda casou-se logo após Sarah se casar e se mudou com seu marido, Squire Hall.
Thomas vendeu sua terra em Indiana no início de 1830, e com Sarah se mudou para o Condado de Macon, Illinois e eventualmente para o Condado de Coles em 1831.
Abraham visitava às vezes Sarah e Thomas quando estava no condado de Coles no circuito da lei. Sarah disse que "o via cada ano ou dois". Depois que Thomas morreu em 1851, Lincoln manteve a terra para Sarah e apoiou-a até sua morte. Sua visita final foi antes de Lincoln deixar Illinois para a Casa Branca. Sarah morreu em 1869.
Sarah é enterrada ao lado de Thomas no cemitério próximo de Shiloh, apenas ao sul de Lerna, Illinois.